# Contarinia petioli
Contarinia petioli är en tvåvingeart som först beskrevs av Jean-Jacques Kieffer 1898.  Contarinia petioli ingår i släktet Contarinia och familjen gallmyggor. Inga underarter finns listade i Catalogue of Life.